# Metaksasova linija
Metaxasova linija je bila vrsta utrdb na grško-bolgarski meji. Ime so dobile po generalu in politiku Ioannisu Metaxasu. Med napadom nemških enot na Grčijo (Operacija Marita) je uspelo 5. gorski diviziji, ki ji je poveljeval generalmajor Julius Ringel, linijo prebiti in prisiliti grške enote k umiku in vdaji.